# 二甲基乙酰胺
N,N-二甲基乙酰胺（化学式：CH3C(O)N(CH3)2），简称二甲基乙酰胺，缩写DMAC。

## 性质
无色液体，与水混溶。沸点较高。与其他多数溶剂混溶，但在脂肪烃类溶剂中溶解性不佳。

## 用途
通常用作非质子极性溶剂。